# Cultureel centrum
Een cultureel centrum of cultuurcentrum is een instelling of een accommodatie waar culturele manifestaties zich kunnen afspelen.

## Landen
De invulling van het begrip kan wat variëren per land:
- Cultuurcentrum Brussel - de overkoepelende organisatie van de 22 gemeenschapscentra in het Brussels Hoofdstedelijk Gewest
- Cultuurcentrum (Vlaanderen) - een gemeentelijke instelling, erkend en gesubsidieerd door de Vlaamse overheid, waarbinnen manifestaties op kunst-, muziek- en cultuurgebied zich kunnen afspelen.
- Cultureel centrum (Nederland) - een ruimte of accommodatie waarbinnen manifestaties op kunst- muziek- en cultuurgebied zich kunnen afspelen
- Cultureel centrum (Rusland), een gebouw in de Sovjet-Unie en andere (van oorsprong) socialistische staten voor culturele en politieke activiteiten